# Yasunobu Chiba
Yasunobu Chiba (千葉 泰伸 Chiba Yasunobu?,  nacido el 11 de abril de 1971 en Miyagi) es un exfutbolista japonés. Jugaba de centrocampista y su último club fue el Vegalta Sendai de Japón.

## Trayectoria

### Clubes
| Club           | País  | Año         |
| -------------- | ----- | ----------- |
| Toshiba        | Japón | 1994 - 1995 |
| Vegalta Sendai | Japón | 1996 - 1999 |